# Famille Irving
Pour les articles homonymes, voir Irving.
Pour la famille Irving du Nouveau-Brunswick, voir Kenneth Colin Irving.
 (juillet 2025).
Si vous disposez d'ouvrages ou d'articles de référence ou si vous connaissez des sites web de qualité traitant du thème abordé ici, merci de compléter l'article en donnant les références utiles à sa vérifiabilité et en les liant à la section « Notes et références ».

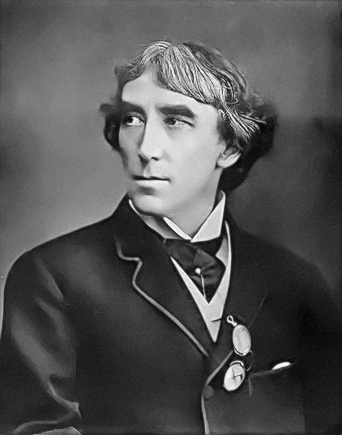
Sir Henry Irving.

La famille Irving désigne les descendants de Samuel Brodribb, né à Clutton, Somerset vers 1800 et mort à Bristol le 20 juin 1876, un commerçant qui recevait ses commandes du département confection d'un magasin local, et de sa femme Mary, née Behenna, baptisée à Lelant le 30 janvier 1808 et morte à Cornouailles en 1869, fille d'une famille d'agriculteurs. Leur fils était :
Henry Irving (1838 – 1905), né John Henry Brodribb, un acteur de théâtre anglais réputé de l'époque victorienne. Il épousa Florence O'Callaghan le 15 juillet 1869 à l'église paroissiale St Marylebone de Londres.
Henry Irving était le père de :
- Laurence Sydney Brodribb Irving (1871-1914), acteur, dramaturge et romancier anglais.

- Harry Brodribb Irving (1870-1919), acteur, qui épousa l'actrice Dorothea Baird. Leurs enfants étaient :

- Laurence Irving (1897-1988), décorateur à Hollywood et directeur artistique. Il épousa Rosalind Woolner, petite-fille du sculpteur préraphaélite Thomas Woolner. Leurs enfants étaient :

- Pamela Mary Irving (née le 22 mars 1921).
- John H. B. Irving (né en 1924)

- Elizabeth Irving (1904- 2003), actrice, Présidente de la Fédération Nationale du Women's Institute (W.I.) et fondatrice du groupe Keep Britain Tidy en 1955. Elle épousa Sir Felix John Morgan Brunner, 3e Baronnet. Leurs enfants sont :

- Sir John Henry Kilian Brunner, 4e Baronnet (né le 1er juin 1927)
- Nicholas Laurence Brodribb Brunner1 (1er janvier 1929 - 3 mars 1931)
- Timothy Barnabas Hans Brunner (né le 28 février 1932)
- Daniel Felix Brodribb Brunner (30 juillet 1933 - 28 novembre 1976)
- Hugo Lawrence Joseph Brunner (né le 17 août 1935)